# نقد نو
نقد نو (به انگلیسی: New Criticism) نهضتی نقّادانه در ادبیات است که از نظریه‌های ادبی متعدّد و مختلفِ ناقدان انگلیسی و آمریکایی از دههٔ ۱۹۲۰ پا گرفت و تا سال ۱۹۶۰ در آمریکا و انگلستان نفوذ فراوان و حضور مسلط داشت.

## تاریخچه
ریشه‌های این رویکرد را باید در آرای متیو آرنولد در قرن نوزدهم در آمریکا جستجو کرد. تی اس الیوت، آی.ای. ریچاردز، ویلیام امپسون و فرانک ریموند لی‌ویس از ناقدان انگلیسی و کلینت بروکس، ویلیام کرتز ویمسَت، آلن تیت، ریچارد پالمر بلَک‌مر، رابرت پن وارن و جان کرو رَنسام از منتقدان آمریکایی، از دیگر کسانی بودند که در تکمیل این نظریه نقش داشتند.

## دیدگاه
روش نقد نو، عینیتمند و روشمند است زیرا در این نوع نقد منتقد باید به بافت شعر رسوخ کرده و با خوانش دقیق و جزءبه‌جزء اثر به معنا برسد. مشخصهٔ بارز این دیدگاه توجه به خود متن و واژگانی است که بر صفحهٔ کاغذ نقش بسته‌است. منتقدان نقد نو معتقدند که هنگام بررسی یک شعر باید آن را موجودی مستقل فرض کرد و به قول تی اس الیوت: «نقد صادقانه و ارزیابی دقیق باید معطوف به شعر باشد و نه معطوف به شاعر». بی‌توجهی منتقدان پیرو نقد نو به تأثیرات شعر، به این معنی نیست که آن‌ها منکر ویژگی خاص زبان شعری بودند؛ همان‌طور که بروکس گفته‌است زبان شاعر زبانی‌ست که در آن نقش معانی ضمنی به اندازهٔ معانی صریح اهمیت دارد.
به اعتقاد منتقدان نو، شعر باید کاملاً تجربه شود تا بتواند تأثیرگذار باشد. آن‌طور که آن‌ها می‌گویند «شعر نباید معنی بدهد، باید [حضور داشته] باشد» و معنای این حرف آن است که پیامی که می‌توانیم از یک شعر استخراج کنیم به‌احتمال نمی‌تواند حق مطلب را در پیچیدگی آن ادا کند. به جز کلیت متناقض‌نماها، تقابل‌ها و کنایه‌هایی که بین این تقابل‌ها و تناقض‌ها سازگاری برقرار می‌کنند، هر چیز دیگری می‌تواند تقلیل‌گرایانه و مخرب باشد. این عادت خلاصه‌کردن شعر و دیگر آثار ادبی در یک یا دو عبارت، از دید منتقدان پیرو نقد نو گناهی نابخشودنی و ظلمی در حق شعر و در حق تجربهٔ خود ما از شعر محسوب می‌شود.
منتقدان نقد نو، در برخورد با رویکردهای تقلیل‌گرایانه بسیار سخت‌گیر بودند؛ ویمسَت و بیردزلی در مقالات معروف خود «خطای در نیت» و «خطای عاطفی» مخالفت خود را به‌شدت با این‌گونه تقلیل‌گرایی‌ها بیان داشتند. به باور آن‌ها «خطای در نیت» با مؤلف سروکار داشته و به این معناست که نیت نویسنده از هر اثر ادبی را با آنچه روی صفحهٔ کاغذ نقش بسته اشتباه بگیریم. به باور منتقدان نقد نو، در نقد آنچه راهنمای ماست خود متن است نه آنچه که شاید قصد نویسنده از نوشتن بوده‌است؛ زیرا هنگامی که متن عرضه شده و در اختیار عموم قرار می‌گیرد مؤلف دیگر بر متن سلطه نداشته و متن به چیزی مستقل تبدیل می‌شود و دیگر بستگی به ما دارد که چگونه با آن برخورد کنیم. به اعتقاد این منتقدان، «خطای عاطفی» نیز به خواننده مربوط است؛ یعنی خواننده مستعد است که چنین خطایی را مرتکب شده و واکنش عاطفی خود را با آنچه شعر به‌واقع بیان می‌کند اشتباه بگیرد.
به بیان ساده‌تر، نقدِ نو؛ معتقد به اصالت متن است و به اندیشه‌ای که به ذهن نویسنده رسیده‌است نمی‌اندیشد؛ زیرا رسیدن به نیت نویسنده به عنوان معیاری برای نقد ادبی نه دست‌یافتنی‌ست و نه مطلوب. از نظر منتقدان این نهضت، نویسنده و خواننده دارای اولویت ثانویه‌اند. منتقد نقد نو، در پی معنای متن نیست، بلکه می‌خواهد بداند متن چگونه خود را بیان می‌کند. «این مکتب دنبال آن است که ببیند چگونه بخش‌های مختلف متن با یکدیگر مرتبط می‌شوند، متن چگونه نظم و هماهنگی پیدا می‌کند؛ طنز، متناقض‌نما، تنش، ایهام و ابهام را چگونه در خود جای می‌دهد و حل می‌کند و اساساً به بیان خود «شعربودگی» یا جوهر خود شعر می‌پردازد.»
از مباحثی که در نقد نو مطرح شده‌است، می‌توان به بحث وحدت نظام‌مند اشاره کرد. از نظر ناقدان نقد نو، تجربهٔ شعر به عنوان یک کل واحد، امکان‌پذیر است اما سخن گفتن دربارهٔ آن مشکل است. در این تجربه، خواننده شعر را «معنایی کلی» می‌انگارد که آمیزهٔ همزمان چندین معنا و چندین رسالت زبانی است؛ از یک سو هر جزء تعیین‌کنندهٔ کلیت یک معناست و از سوی دیگر، کلیت معنا نیز معنای دقیق هر جزء را تعیین می‌کند. به نظر بروکس، شخص معنای شعر را نه با خواندن شعر به مثابهٔ شعر، بلکه با «خواندن شعر… به مثابهٔ یک کل درک می‌کند»»
کلیدواژهٔ دیگر در این نوع نقد «تجربه» است. از دیدگاه پیروان این نقد، شعر باید تجربه شود تا اثرگذار باشد. اما این تأکید بر اثرگذاری تجربه، نباید بر استقلال متن خدشه‌ای وارد کند و آن را تهدید کند؛ زیرا ممکن است تجربهٔ متفاوت شاعران و خوانندگان تأثیر متن را کم و زیاد کرده و به تبع، ارزش‌های متن از سوی فرستندگان (شاعران) و گیرندگان (خوانندگان) افزایش و کاهش یابد که این اتفاق مغایر با سخن منتقدان نقد نو است که بر استقلال متن تکیه دارند و ادبیات ارزشمند را به زمان، مکان و اشخاص محدود نمی‌دانند. «به نظر می‌رسد که الیوت متوجه این تهدید گردیده و در برابر آن واکنش نشان داده‌است. او در مقاله‌ای به نام «سنت و قریحهٔ شخصی» (۱۹۱۹) این نظر را گوشزد می‌کند: از سویی می‌خواهد اصول جاودانه کلاسیک را زنده نگه دارد و از سوی دیگر نمی‌تواند «تجربه» را که «نقد نو» بدان تکیه می‌کند نفی نماید؛ بنابراین از جوهر «تجربهٔ انسانی» یاد می‌کند و آن را گسترش داده و به جای شخصی‌کردن رمانتیستی آن، آن را تعمیم می‌دهد. احساسات و هیجانات شخصی شاعر باید زدوده شوند و شایسته‌است که شاعر مانند یک دانشمند با دید علمی، عینی و دقت فراوان و بدون باورها و عواطف شخصی به جهان بنگرد و به جای تفرد رمانتیک و گزارش تجربهٔ شخصی، پیرو سنت‌های ادبی باشد. او نباید ردی از شخصیت خود به جا بگذارد بلکه تنها میانجی است تا بتواند سنت و تجربهٔ انسانی را انتقال دهد.» الیوت این فرایند نامشخص شدن احساسات فردی را همبستهٔ عینی می‌نامد و معتقد است تنها راه بیان احساسات است: «رشته‌ای از عینیات، یک موقعیت، زنجیره‌ای از رخدادها که می‌تواند دستور کار «احساس ویژه» ای باشد و خواننده تنها همان احساس را دریافت نماید.» حذف احساسات شخصی، گرایش پیروان نقد نو را به فرم نشان می‌دهد (فرمی که با محتوا و درونمایه و معنا درهم‌تنیدگی دارد). بدین معنا که ادبیات از نگاه آنان ارجاعی است؛ یعنی ادبیات به چیزی بیرون از خود رجوع می‌کند.»

## ایرادات وارد بر نقد نو
نقد نو از آغاز و به‌خصوص از دههٔ ۱۹۶۰ به این سو، همواره مورد حملهٔ منتقدان بوده‌است، در حقیقت آنچه باعث این انتقادهاست، علاوه‌بر ندانم‌کاری‌های واقعی یا ظاهری منتقدان نو، به سبب پافشاری ناقدان نو بر اشاره به ادبیات به مثابهٔ شعر بود؛ این پافشاری این انتقاد را برانگیخت که نظریه‌ها و روش‌های این دیدگاه، بیشتر بر شعر متمرکز است و سپس بر نمایش و شاید اصلاً به نثر داستانی مربوط نباشد. نقد ناقدان هرمنوتیکی نیز از این امر شکایت دارند که نقد نو در حفظ تمایلات ضداثبات‌گرایانهٔ خود ناتوان است و به ورطهٔ چشم‌اندازی «بیش‌ازپیش فنی» سقوط می‌کند. نقد نو در دستان واپسین گزارندگانِ خود و در جستجوی عینیت، به چیزی بیش‌ازحد ملال‌آور و سطحی بدل شد، و باعث شد نادانسته غیر از امکانات تعالی‌بخش شعر، امکانات دیگری نیز از قوه به فعل درآید.
پل دومان مشکلات نقد نو را در این مورد ناشی از این نکته می‌داند که این رویکرد هیچ اهمیت و موضوعیتی برای نیت قائل نیست. وقتی آگاهی انسان (کانون توجه بررسی هرمنوتیکی) که ساختاری نیتمند دارد، همراه با موضوع شک منطقی نقد نو که همانا نیتِ ممکنِ شاعر (وضعیت ذهنی او) است، به دور افکنده شود، شعر به صورت ابژه‌ای طبیعی که موضوعِ مطالعهٔ علم است و در تقابل با این آگاهی درمی‌آید.
اگر به نظریه‌های این رویکرد توجه و در آن بازنگری کنیم، متوجه می‌شویم که نقد نو، نه خیر مطلق است و نه شر مطلق. توجه نقد نو به خوانش دقیق صرفاً کوششی جهت تقلید از توجه علم به واقعیات نبود، بلکه تلاشی بود برای مقابله با پذیرش حکم اثبات‌گرایی علمی از سوی محافل دانشگاهی. نقد نو تلاش کرد تا به شعر امکان دهد تا آن چیزی باشد که هست و می‌توان گفت که نقد نو، به رغم عناصر اثبات‌گرایانه و تجربی آن، در عصیان علیه اثبات‌گرایی و تجربه‌گرایی سهیم بود و توانست عامل مهمی در پیدایش نظریات پس از خود باشد.
واکنش دیگر به نقد نو از جانب استیون گرینبلت و کاترین گالاگر و لویی مونتروز و چند تن دیگر از ادیبان آمریکایی بود که نوتاریخی گری یا سخن شناسیِ فرهنگ بُنیاد را حاصل داد.

## پی‌نوشت
1. ↑  حسن تقی، «نگاهی به شیوه‌های نقد…»، روزنامهٔ تهران امروز، ۱۶.
2. ↑  حسن تقی، «نگاهی به شیوه‌های نقد…»، روزنامهٔ تهران امروز، ۱۶.
3. ↑  سبزیان مرادآبادی و  کزازی، فرهنگ نظریه و نقد ادبی…، ۳۴۹.
4. ↑  مکاریک، دانشنامهٔ نظریه‌های ادبی معاصر، ۴۲۹.
5. ↑  حسن تقی، «نگاهی به شیوه‌های نقد…»، روزنامهٔ تهران امروز، ۱۶.
6. ↑  برتنز، نظریهٔ ادبی (مقدمات)، ۳۹.
7. ↑  حسن تقی، «نگاهی به شیوه‌های نقد…»، روزنامهٔ تهران امروز، ۱۶.
8. ↑  سلدن و  ویدوسون، راهنمای نظریهٔ ادبی معاصر، ۳۰.
9. ↑  مکاریک، دانشنامهٔ نظریه‌های ادبی معاصر، ۴۳۱.
10. ↑  تسلیمی، نقد ادبی: نظریه‌های ادبی…، ۲۵.
11. ↑  تسلیمی، نقد ادبی: نظریه‌های ادبی…، ۲۵.
12. ↑  حسن تقی، «نگاهی به شیوه‌های نقد…»، روزنامهٔ تهران امروز، ۱۶.
13. ↑  مکاریک، دانشنامهٔ نظریه‌های ادبی معاصر، ۴۳۴.
14. ↑  مکاریک، دانشنامهٔ نظریه‌های ادبی معاصر، ۴۳۵.
15. ↑  حسن تقی، «نگاهی به شیوه‌های نقد…»، روزنامهٔ تهران امروز، ۱۶.